# 威廉斯堡 (新墨西哥州)
威廉斯堡（英語：Williamsburg）是位於美國新墨西哥州謝拉縣的村。

## 人口
根據2020年美國人口普查的數據，威廉斯堡的面積為1.32平方千米，當中陸地面積為1.26平方千米，而水域面積為0.06平方千米。當地共有人口1447人，而人口密度為每平方千米1,096人。